# Qarmet
АО «Qarmet» — Крупнейшая казахстанская сталелитейная и горнодобывающая компания, владеющая Карагандинским металлургическим комбинатом (г. Темиртау) крупнейшим сталелитейным предприятием Казахстана. Делится на три департамента: Стальной, Угольный и Железорудный.

## История

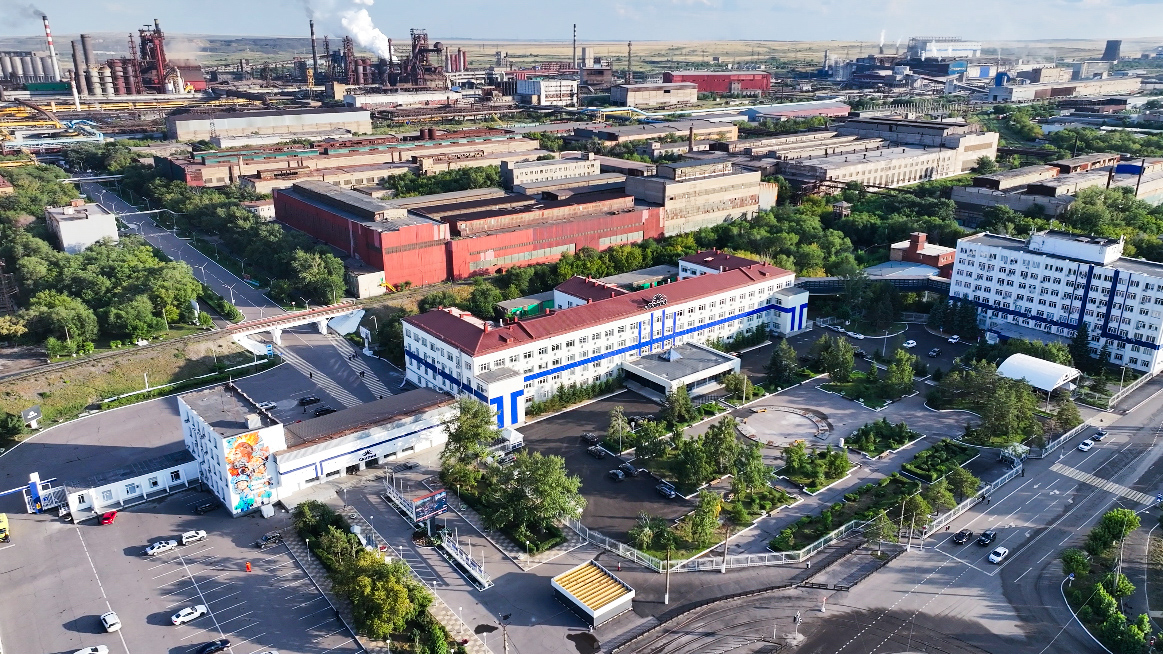
Здание заводоуправления Qarmet

АО «Испат Кармет» образовано в середине 1990-х покупкой на закрытом тендере по приватизации компанией Ispat International, принадлежащей индо-британскому бизнесмену Лакшми Митталу, Карагандинского металлургического комбината (ГАО «Кармет»). Рахат Алиев в своей книге «Крёстный тесть» утверждал, что при приобретении комбината Лакшми Миттал передал половину акций и 50 миллионов долларов Нурсултану Назарбаеву, что, впрочем, никем не подтверждено. В декабре 2004 года АО «Испат Кармет» перерегистрировано в АО «Миттал Стил Темиртау», а с 6 сентября 2007 года в АО «АрселорМиттал Темиртау».
После приобретения Карметкомбината компания Ispat International по производству стали поднялась с 32-го на 14-е место в мире. В 1996-м были куплены 15 шахт РГП «Карагандашахтуголь» Карагандинского угольного бассейна и 12 вспомогательных обслуживающих предприятий. На основе приобретённых Лисаковского, Кентобинского и Атасуского месторождений был создан Департамент железных руд. В 2004-м компанией куплен рудник «Атансор», ранее принадлежавший карагандинскому концерну «Елрово» Ельтая Абенова, убитого в 2001 году. Алексеевский доломитовый карьер (АДР) и Южно-Топарское рудоуправление (ЮТРУ), ранее входившие в состав Карметкомбината, отошли Евразийской промышленной ассоциации (ныне ENRC) и ЗАО «Алаш» (ныне ТЭМК), соответственно.
Во второй половине 2000-х на угледобывающих предприятиях компании произошли две крупные аварии — на шахте имени Ленина и на шахте «Абайская», в результате которых погибли десятки человек. В обоих случаях главными причинами была названа вина «АрселорМиттал Темиртау», в частности, из-за состояния средств малой механизации и электрооборудования, а также человеческий фактор. За 2022 год МЧС Казахстана выявил у АМТ около 2 тыс. нарушений в области промышленной безопасности.
17 августа 2023 года на шахте «Казахстанская» загорелась конвейерная лента, в результате чего погибло 5 человек;
28 октября на другом объекте «АрселорМиттал Темиртау» — шахте имени Костенко — прогремел пожар и взрыв, погибли 46 шахтёров.
Президентом РК Касым-Жомартом Токаевым было принято решение о прекращении сотрудничества с «АрселорМиттал Темиртау». Активы компании были выкуплены казахстанским бизнесменом Андреем Лаврентьевым 8 декабря 2023 года.
Стратегическим ориентиром компании является выход на добычу 9 млн тонн угля, производство 5 млн тонн железорудного концентрата и производство 5 млн тонн жидкой стали к 2028 году. Для этого сегодня ведутся масштабные работы по модернизации и реконструкции активов.
В конце апреля 2024 года предприятие начало восстановление трамвайной системы города Темиртау — стартовала замена путей от заводоуправления до проспекта Республики, проектируется капитальный и текущий ремонт путей, планируется полная замена электрической части, ремонт депо и приобретение новых трамваев.

## Деятельность
В комбинат за 10 лет с начала существования компании было вложено 1,5 млрд долларов инвестиций. Проведена модернизация производства, построен свинцово-цинковый цех годовой мощностью 320 тысяч тонн продукции. Увеличено производство стали — 5,1 млн тонн (2004) по сравнению с 3,1 млн тонн за 1996 год, готового проката — 3,9 млн тонн (2,2 в 1996), хотя и не достигнуты показатели советских лет: сталь — 5,7 млн тонн, прокат — 4,3 млн тонн в 80-х. На 2006 год велось строительство завода сортового проката.
Продукция компании реализуется в КНР, Европу, Америку и Иран, хотя в последние несколько лет у «АрселоМиттал Темиртау» возникли проблемы сбыта продукции, что приводит к сокращению персонала. Так, за последние пять лет компания сократила 8 тысяч человек, что составляло 20 % всего персонала.
В марте 2019 года министерство индустрии и инфраструктурного развития заявило о планах АО «АрселорМиттал Темиртау» на 2019 год. По их словам, компания планирует увеличить производство стали на 18,4 %, до 4,5 млн тонн.
В сентябре 2021 года стало известно, что «АрселорМиттал Темиртау» подписала Меморандум о взаимопонимании с Правительством Республики Казахстан. Главной целью меморандума стало обеспечение устойчивого развития металлургической промышленности Казахстана, а также рост в социальной, экологической, трудовой и экономической сферах.
Средняя заработная плата составляет около 129 тысяч тенге, по другим данным — около 62 тысяч тенге (2013).
На Карагандинском металлургическом комбинате самый высокий уровень травматизма среди предприятий группы «АрселорМиттал».
В 2024 году новый инвестор вкладывает в компанию 1.3 млрд долларов и в течение 3-5 лет 3 млрд долларов, что является рекордными вложениями в модернизацию производства с момента основания комбината.

### Стальной департамент

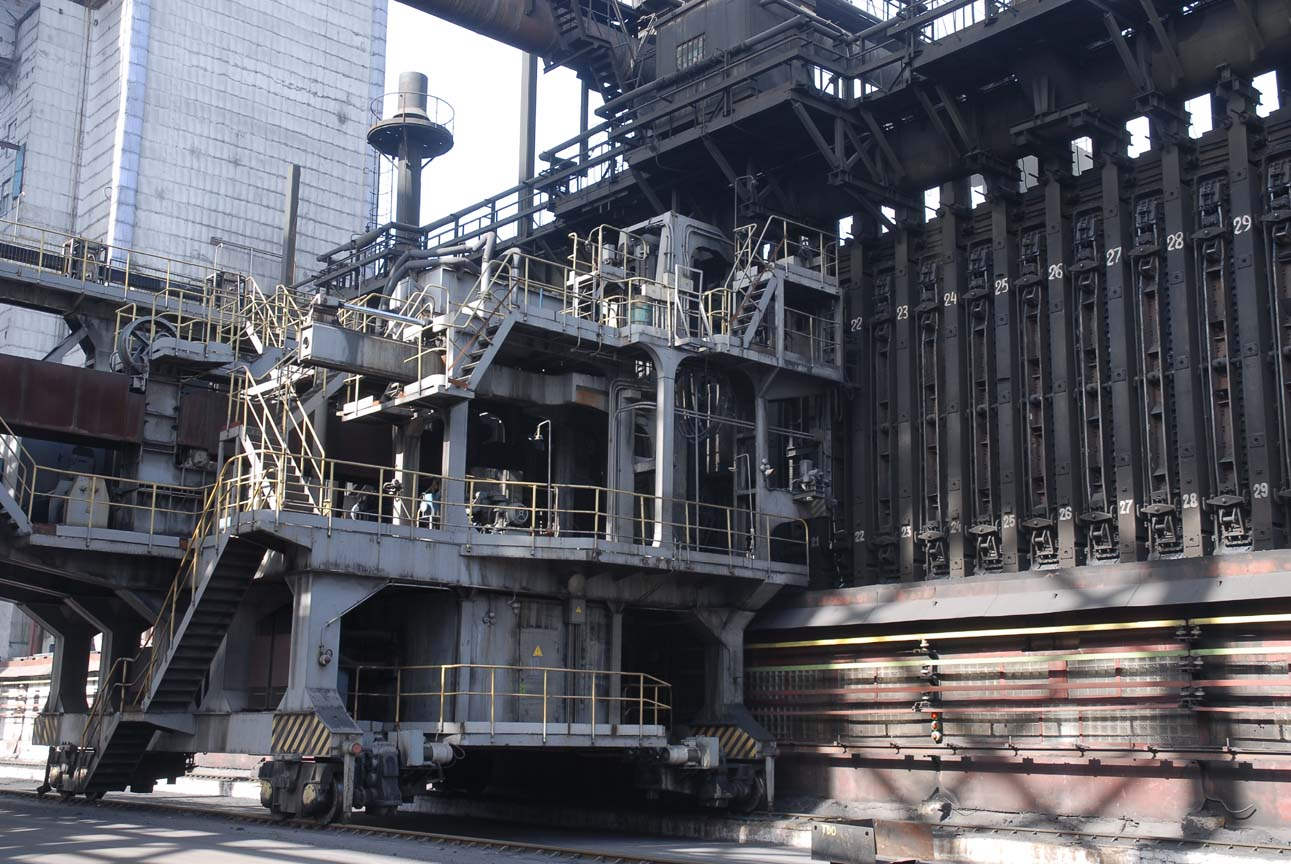
КХП производство компании Qarmet

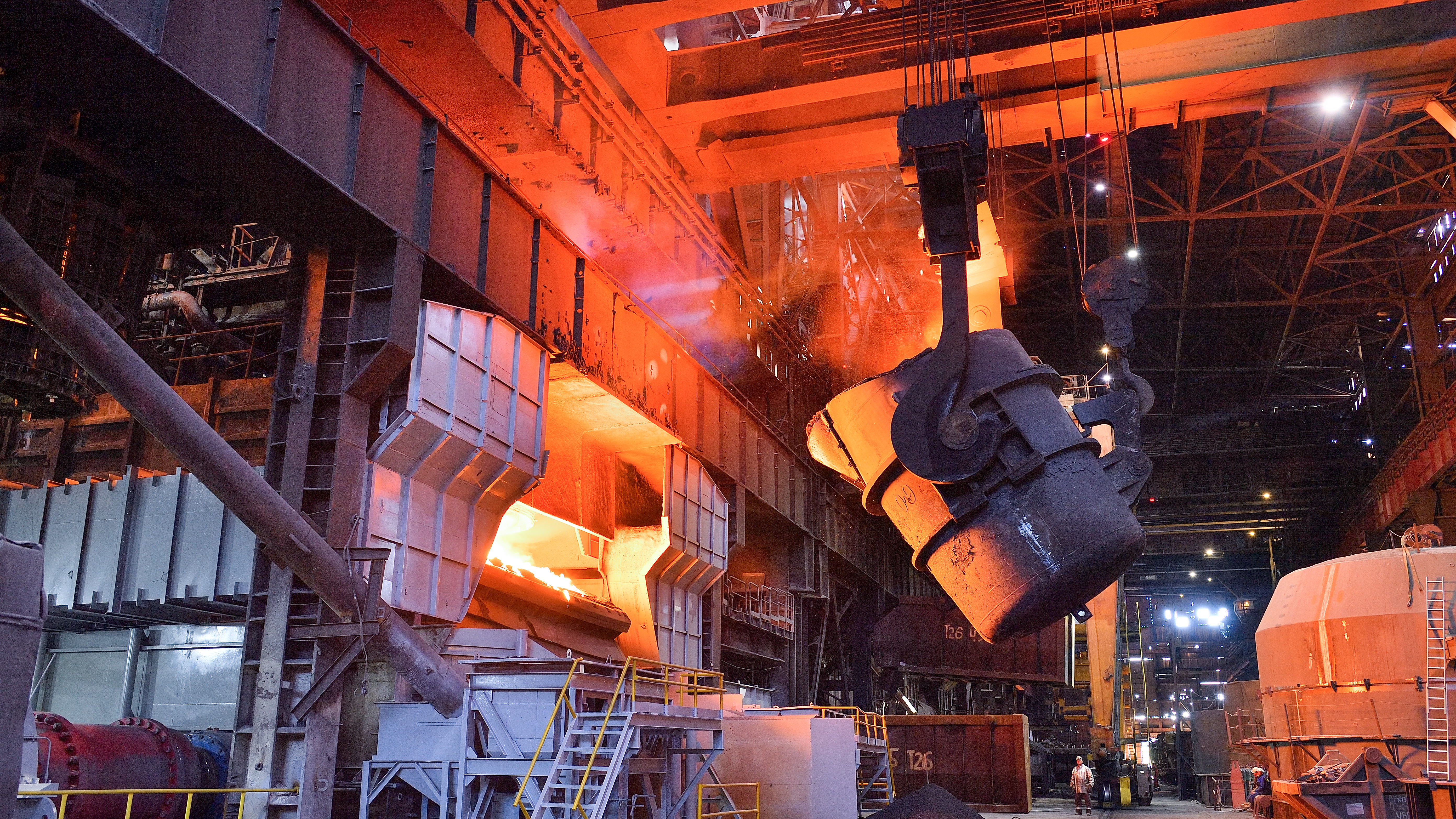
Конвертерный цех Qarmet

Предприятия департамента группируются вокруг Карагандинского металлургического комбината, и расположены в городе Темиртау.
Структура:
- Карагандинский металлургический комбинат в составе 65 производств, цехов и лабораторий
- ТЭЦ-ПВС
- ТЭЦ-2
- Транспортное управление
  - трамвайный цех
- гостиница Steel
- стоматология
- текстильное предприятие «Qarmet Service»

### Угольный департамент
Создан 26 июня 1996 года, расположен в городе Караганде. Объединяет предприятия угледобывающей сферы и обслуживающие их машиностроительные и ремонтные заводы, транспортные и прочие вспомогательные цеха и управления в Караганде и окрестностях.

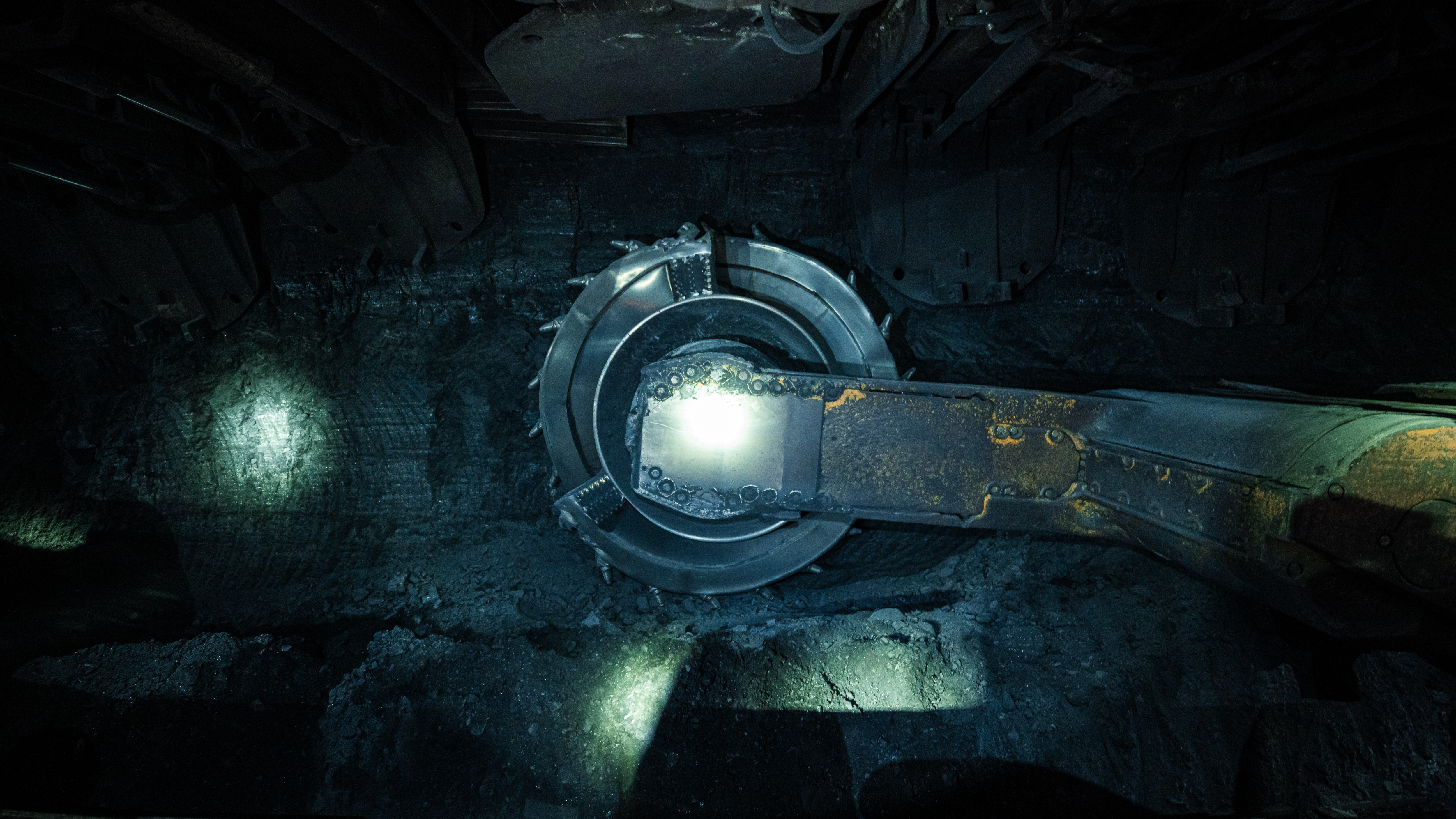
Добычной комбайн на шахте компании Qarmet

В состав департамента входят 8 шахт:
- Шахта имени Костенко (г. Караганда)
- Шахта «Казахстанская» (г. Шахтинск)
- Шахта имени Ленина (г. Шахтинск)
- Шахта «Тентекская» (г. Шахтинск)
- Шахта «Шахтинская»
- Шахта имени Кузембаева (г. Сарань)

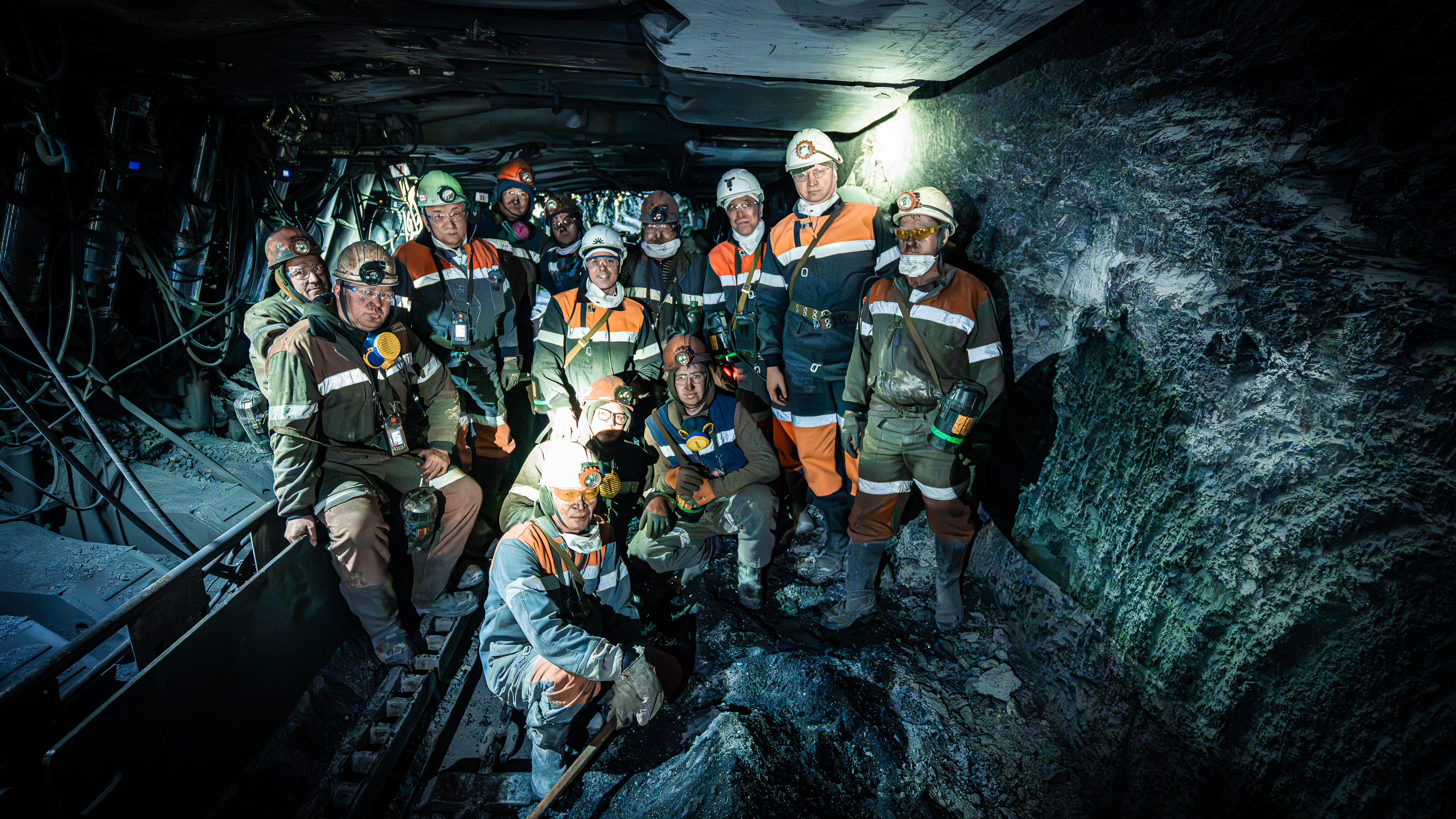
Угольный департамент Qarmet

- Шахта «Саранская»
- Шахта «Абайская»

и другие предприятия:
- ЦОФ «Восточная» (г. Абай) — выпускает коксовый концентрат.
- Вспомогательные предприятия поверхности
  - Завод «Горные машины»
  - Завод НОММ (г. Шахтинск)
  - Завод РГТО
  - Угольный энергозавод
  - Производственное управление «Энергоуголь»
  - Специализированное шахтомонтажно-наладочное предприятие «Углесервис»
  - Управление «Спецшахтомонтаждегазация»
  - Управление технологического транспорта (УТТ)
  - Управление шахтостроительных и ремонтных работ
  - Строительно-монтажное управление «Шахтоосушение»
  - Карагандинское погрузочно-транспортное управление (КПТУ)

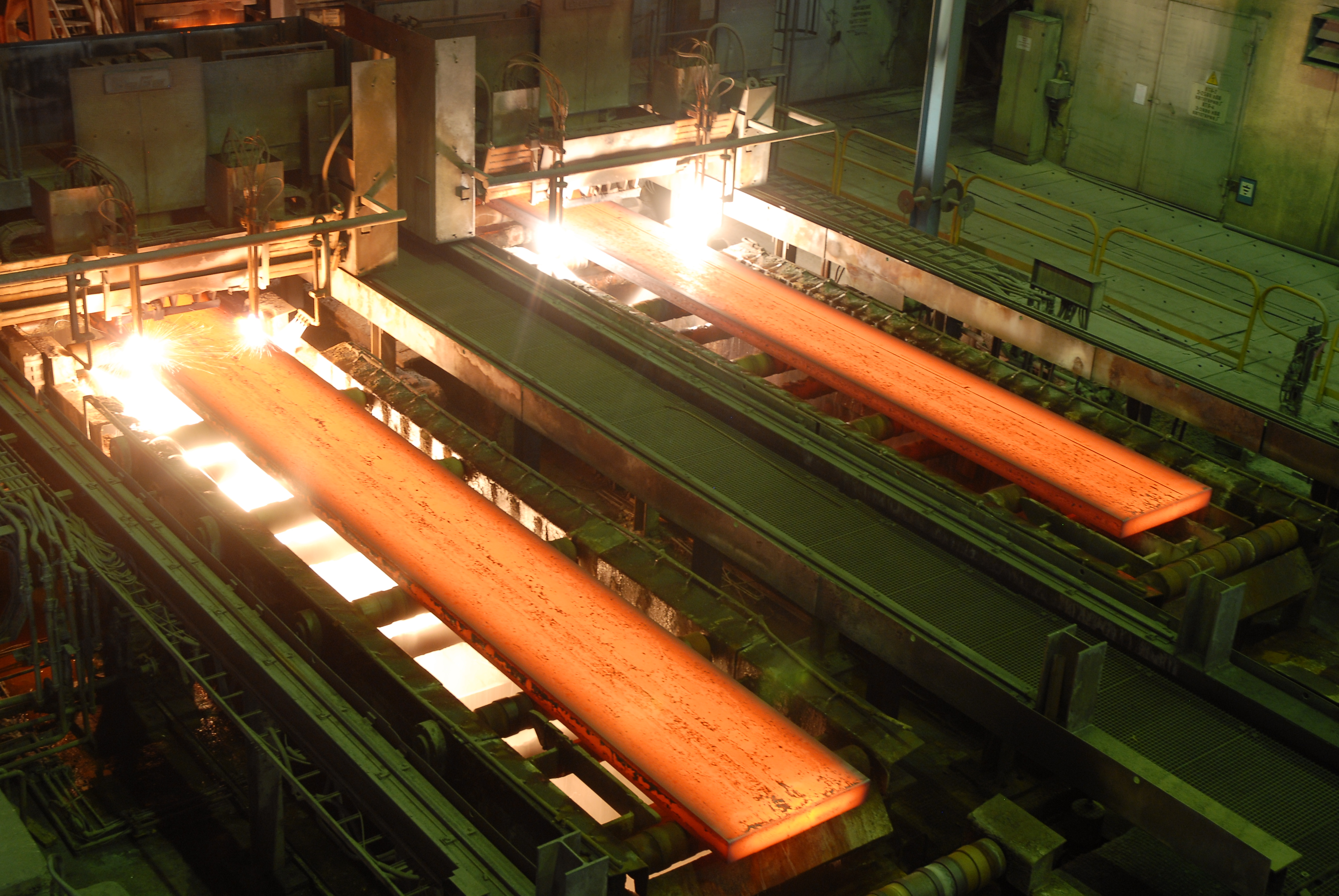
Производство слябов на МНЛЗ-1 Qarmet

Департамент обслуживают МСЧ «Шахтёр», дом отдыха «Шахтёр» (г. Каркаралинск) и санаторий «Жартас».

### Железорудный департамент

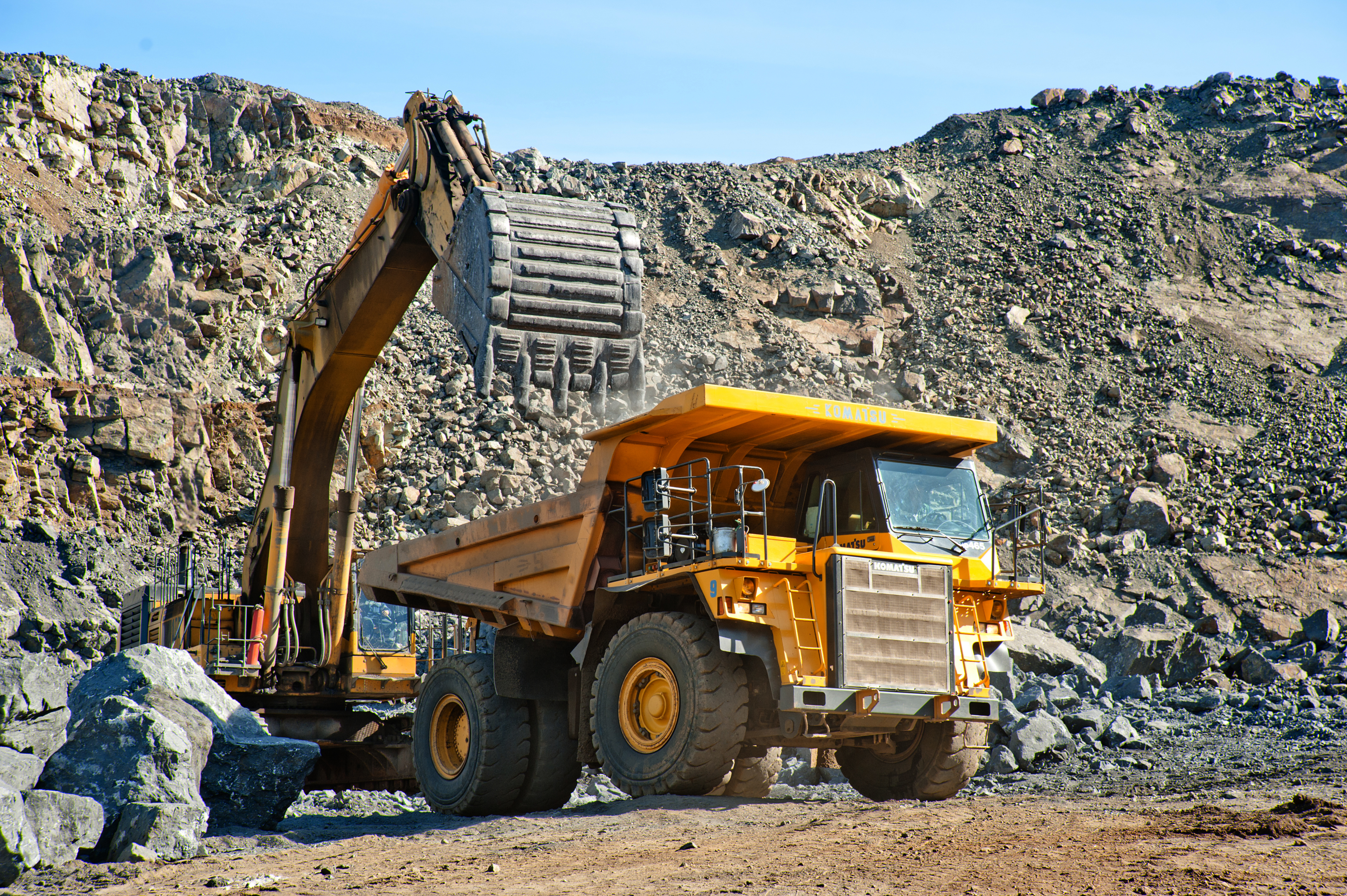
«Оркен-Атасу» в городе Каражал

Представлен дочерним ТОО «Оркен». Объединяет горнодобывающие предприятия железорудного направления в Карагандинской, Акмолинской и Костанайской областях, офис расположен в городе Караганде. За компанией, являющейся одним из двух крупнейших игроков Казахстана на этом сегменте рынка (наряду с ССГПО).
- Лисаковский филиал — работает на базе Лисаковского месторождения железных руд, добываемая руда направляется на обогащение на Лисаковский ГОК.
- Представительство «Оркен-Кентобе» — добыча железной руды на месторождении Кентобе в окрестностях посёлка Карагайлы Карагандинской области.
- Представительство «Оркен-Атасу» в городе Каражал Карагандинской области, градообразующее предприятие города. Добыча железомарганцевой руды Каражалского месторождения Атасуского рудного района (шахта «Западный Каражал»).
- Представительство «Оркен-Атансор» — добыча железной руды месторождения Атансор в окрестностях одноимённого села Акмолинской области.

### Дочерние компании

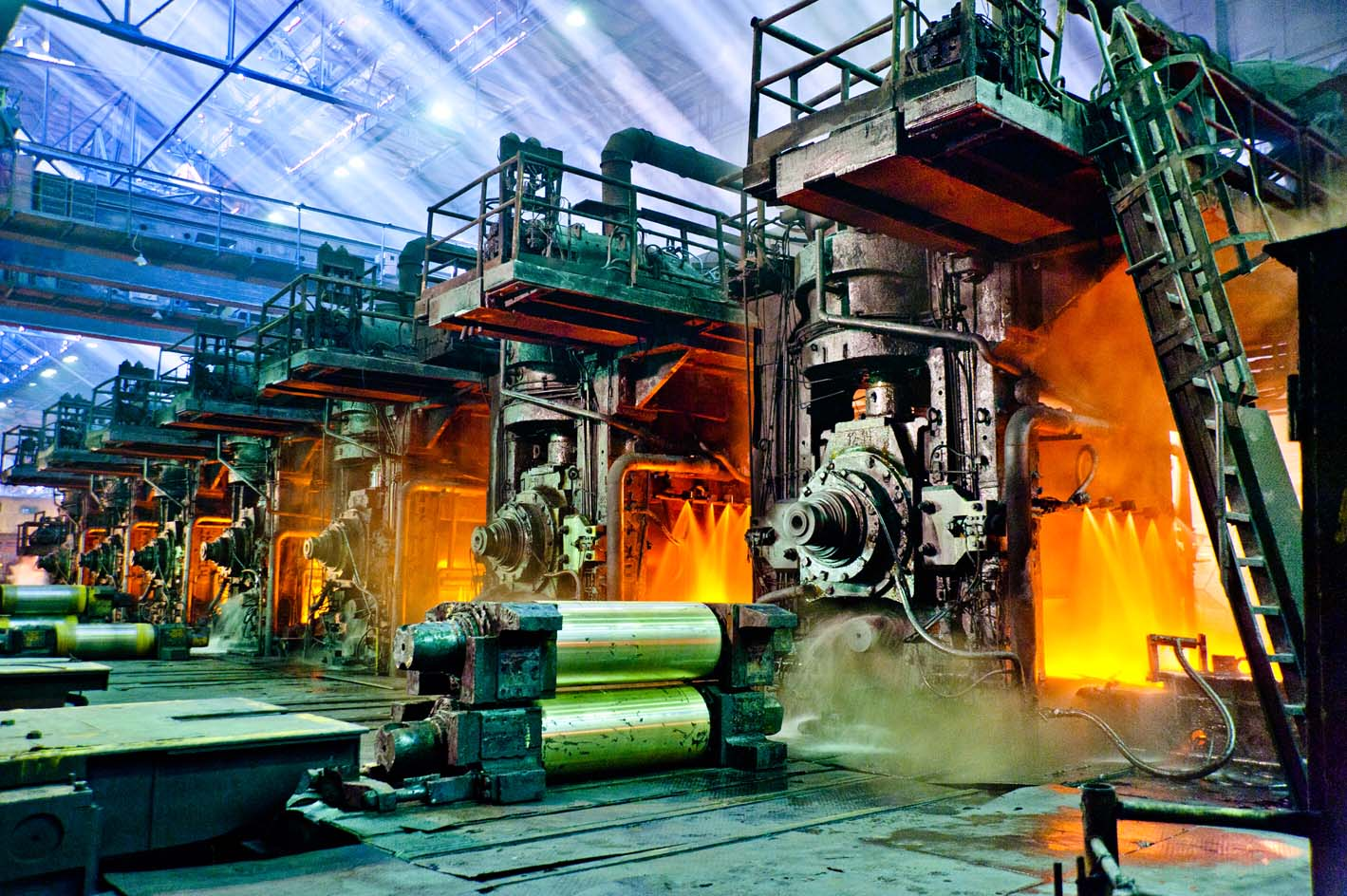
Листопрокатный цех Qarmet

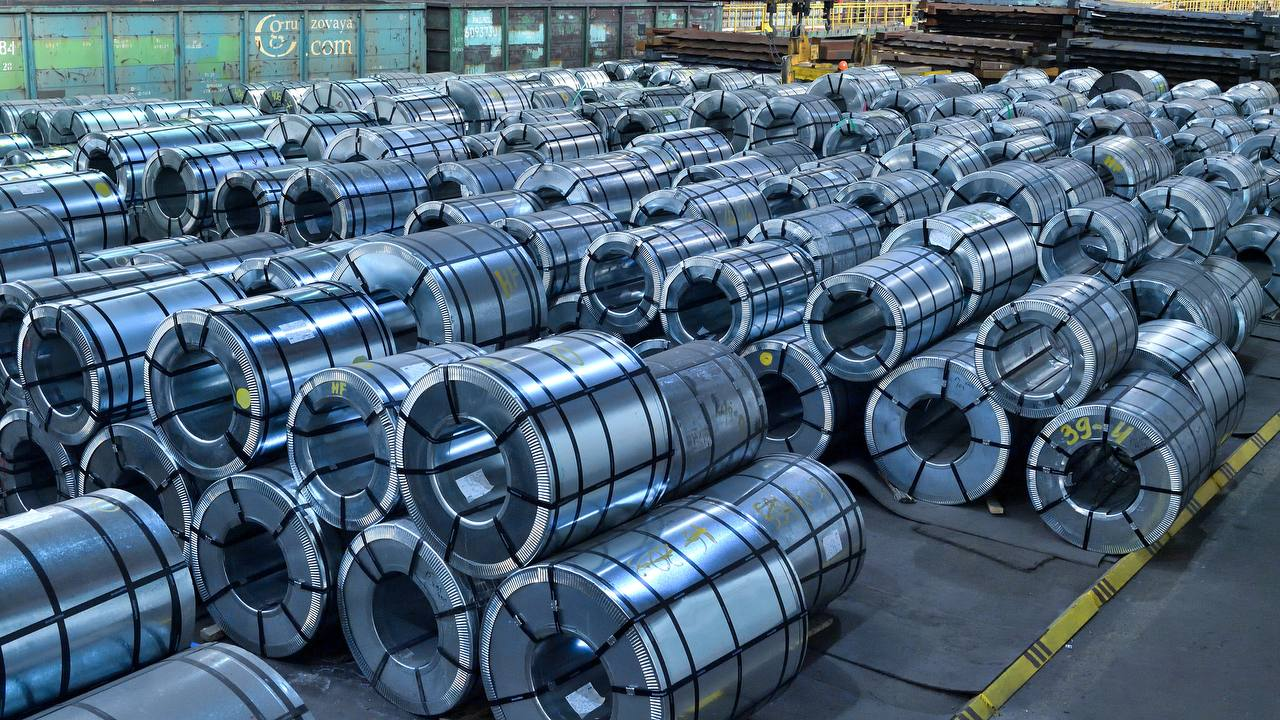
Готовая продукция Qarmet

- АО «Qarmet Tubular Products Aktau» — завод по производству стальных труб большого диаметра в городе Актау
- ТОО «Power networks» — транспортировка электроэнергии[5]
- ТОО «Окжетпес» — коммунальные услуги[5]
- ТОО «Курылысмет» — строительно-монтажные работы[5]

## Руководители компании с 1995 года
- Навал Кишоре Чоудхари
- Нарендра Чаудхари (2006—2007)
- Сатиш Тапария (июнь 2007—2008)
- Франк Паннир (2008—2011)
- Виджай Махадеван (1 ноября 2011 года — 2016)
- Парамжит Калон (1 мая 2016 года — 2020, генеральный директор «АрселорМиттал СНГ»)
- Биджу Наир (с 1 января 2020 года)
- Яблонский Владимир Иванович (с 1 декабря 2022 года)
- Басин Вадим Борисович (с 8 декабря 2023 года)

## Экология
Карагандинский металлургический комбинат, наряду с химико-металлургическим заводом компании ТЭМК, является основным загрязнителем атмосферы в Темиртау. А по Карагандинской области на долю компаний «АрселорМиттал Темиртау» и «Казахмыс» приходится до 70 % общего объёма выбросов.
Ежегодно в деятельности компании «АрселорМиттал Темиртау» фиксируются превышение нормативов предельно-допустимых выбросов в атмосферу, несоблюдение экологических требований при сбросе хозяйственно-бытовых сточных вод и обращении с отходами, а также условий природопользования. За выявленные нарушения компания каждый год выплачивает государству небольшой штраф в размере до 1,7 млрд.тенге. Слабое экологическое законодательство РК, отсутствие в стране как такового Министерства охраны окружающей среды и низкие штрафы позволяет компании продолжать вновь нарушать экологические нормы. Так, в сентябре 2015 года компания была оштрафована на сумму 1,7 млрд тенге в счёт возмещения ущерба, причинённого окружающей среде. 10 января 2018 года металлургический комбинат компании «АрселорМиттал Темиртау» оштрафован за вред экологии на 600 миллионов тенге. В марте 2019 года «АрселорМиттал Темиртау» оштрафован на 1,4 млрд тенге.
В 2024 году в целях снижения влияния на окружающую среду компания Qarmet приступила к реализации проекта газификации производства, что является самым масштабным экологическим проектом за всю историю комбината.

## Прочее
Компанией построены новый корпус КарГИУ и спорткомплекс в Темиртау, теннисный центр «Шахтёр» в Караганде.  Финансирует футбольный клуб «Шахтёр» (Караганда) и хоккейный клуб Qarmet.
Выпускается еженедельная корпоративная газета «Qarmet» тиражом 15 тысяч экземпляров.